# Giordano Gonzaga
Giordano Gonzaga (Vescovato, 1553 – Cremona, 15 gennaio 1614) fu signore di Vescovato dal 1607 al 1614.

## Biografia
Giordano Gonzaga nacque nel 1553 da Sigismondo II Gonzaga, primo marchese di Vescovato, discendente della famiglia dei Gonzaga di Vescovato, ramo collaterale dei Gonzaga e da Lavinia Rangoni, figlia del conte Guido.
Fu l'iniziatore, nel 1607, del secondo ramo della famiglia e tuttora esistente.

## Discendenza
Sposò in prime nozze Caterina Manna, da cui ebbe quattro figlie: 
- Elisabetta, sposò in prime nozze nel 1621 Giovanni Vincenzo, conte d'Arco (?-1621)[3]; in seconde nozze nel 1626 Arrigo Rossi, marchese di San Secondo;
- Chiara, monaca "suor Felice Caterina" nel monastero di Santa Monica a Cremona dal 23 agosto 1613;
- Virginia, monaca nel monastero di Santa Monica a Cremona dal 1617;
- Felicita, monaca nel monastero di Santa Monica a Cremona;

e in seconde nozze nel 1607 Camilla (?-22 gennaio 1635), figlia del conte Niccolò Ponzoni, Patrizio di Crema (poi moglie in seconde nozze del nipote Francesco Giovanni Gonzaga), da cui ebbe due figli:
- Niccolò (1608-1665), ambasciatore del ducato di Mantova a Vienna. Sposò Aurelia Trissino (m. 1669);
- Ferdinando Tiburzio (1611-1672), vescovo di Mantova;

## Ascendenza
|                                                 |                                                     |                                                 | Genitori                                               |  |  | Nonni |  |  | Bisnonni                                  |  |  | Trisnonni                                   |  |
|                                                 |                                                     |                                                 |                                                        |  |  |       |  |  | 8. Giovanni Gonzaga, signore di Vescovato |  |  | 16. Federico I Gonzaga, marchese di Mantova |  |
|                                                 |                                                     |                                                 |                                                        |  |  |       |  |  | 8. Giovanni Gonzaga, signore di Vescovato |  |  | 16. Federico I Gonzaga, marchese di Mantova |  |
|                                                 |                                                     | 17. Margherita di Baviera                       |                                                        |  |  |       |  |  | 8. Giovanni Gonzaga, signore di Vescovato |  |  |                                             |  |
| 4. Sigismondo I Gonzaga, signore di Vescovato   |                                                     |                                                 |                                                        |  |  |       |  |  | 8. Giovanni Gonzaga, signore di Vescovato |  |  |                                             |  |
|                                                 |                                                     | 9. Laura Bentivoglio                            | 18. Giovanni II Bentivoglio, signore di Bologna        |  |  |       |  |  |                                           |  |  |                                             |  |
|                                                 |                                                     | 9. Laura Bentivoglio                            | 18. Giovanni II Bentivoglio, signore di Bologna        |  |  |       |  |  |                                           |  |  |                                             |  |
|                                                 |                                                     | 9. Laura Bentivoglio                            | 19. Ginevra Sforza                                     |  |  |       |  |  |                                           |  |  |                                             |  |
| 2. Sigismondo II Gonzaga, marchese di Vescovato |                                                     | 9. Laura Bentivoglio                            |                                                        |  |  |       |  |  |                                           |  |  |                                             |  |
|                                                 |                                                     | 10. Cristoforo Pallavicini, marchese di Busseto | 20. Pallavicino Pallavicini, marchese di Busseto       |  |  |       |  |  |                                           |  |  |                                             |  |
|                                                 |                                                     | 10. Cristoforo Pallavicini, marchese di Busseto | 20. Pallavicino Pallavicini, marchese di Busseto       |  |  |       |  |  |                                           |  |  |                                             |  |
|                                                 |                                                     | 10. Cristoforo Pallavicini, marchese di Busseto | 21. Caterina Fieschi                                   |  |  |       |  |  |                                           |  |  |                                             |  |
| 5. Antonia Pallavicini                          |                                                     | 10. Cristoforo Pallavicini, marchese di Busseto |                                                        |  |  |       |  |  |                                           |  |  |                                             |  |
|                                                 |                                                     | 11. Bona della Pusterla                         | 22. Giuliano della Pusterla, signore di Frugarolo      |  |  |       |  |  |                                           |  |  |                                             |  |
|                                                 |                                                     | 11. Bona della Pusterla                         | 22. Giuliano della Pusterla, signore di Frugarolo      |  |  |       |  |  |                                           |  |  |                                             |  |
|                                                 |                                                     | 11. Bona della Pusterla                         | 23. Antonia Visconti                                   |  |  |       |  |  |                                           |  |  |                                             |  |
| 1. Giordano Gonzaga di Vescovato                |                                                     | 11. Bona della Pusterla                         |                                                        |  |  |       |  |  |                                           |  |  |                                             |  |
|                                                 | 12. Niccolò Maria Rangoni, conte di Castelcrescente | 24. Guido I Rangoni, conte di Castelcrescente   |                                                        |  |  |       |  |  |                                           |  |  |                                             |  |
|                                                 | 12. Niccolò Maria Rangoni, conte di Castelcrescente | 24. Guido I Rangoni, conte di Castelcrescente   |                                                        |  |  |       |  |  |                                           |  |  |                                             |  |
|                                                 | 12. Niccolò Maria Rangoni, conte di Castelcrescente | 25. Giovanna Boiardo                            |                                                        |  |  |       |  |  |                                           |  |  |                                             |  |
| 6. Guido II Rangoni, conte di Castelcrescente   | 12. Niccolò Maria Rangoni, conte di Castelcrescente |                                                 |                                                        |  |  |       |  |  |                                           |  |  |                                             |  |
|                                                 |                                                     | 13. Bianca Bentivoglio                          | 26. Giovanni II Bentivoglio, signore di Bologna (= 18) |  |  |       |  |  |                                           |  |  |                                             |  |
|                                                 |                                                     | 13. Bianca Bentivoglio                          | 26. Giovanni II Bentivoglio, signore di Bologna (= 18) |  |  |       |  |  |                                           |  |  |                                             |  |
|                                                 |                                                     | 13. Bianca Bentivoglio                          | 27. Ginevra Sforza (= 19)                              |  |  |       |  |  |                                           |  |  |                                             |  |
| 3. Lavinia Rangoni                              |                                                     | 13. Bianca Bentivoglio                          |                                                        |  |  |       |  |  |                                           |  |  |                                             |  |
|                                                 |                                                     | 14. Federigo Pallavicino, marchese di Zibello   | 28. Gianfrancesco I Pallavicino, marchese di Zibello   |  |  |       |  |  |                                           |  |  |                                             |  |
|                                                 |                                                     | 14. Federigo Pallavicino, marchese di Zibello   | 28. Gianfrancesco I Pallavicino, marchese di Zibello   |  |  |       |  |  |                                           |  |  |                                             |  |
|                                                 |                                                     | 14. Federigo Pallavicino, marchese di Zibello   | 29. Giacoma Brondolini                                 |  |  |       |  |  |                                           |  |  |                                             |  |
| 7. Argentina Pallavicina                        |                                                     | 14. Federigo Pallavicino, marchese di Zibello   |                                                        |  |  |       |  |  |                                           |  |  |                                             |  |
|                                                 |                                                     | 15. Clarice Malaspina                           | 30. Gabriele II Malaspina, marchese di Fosdinovo       |  |  |       |  |  |                                           |  |  |                                             |  |
|                                                 |                                                     | 15. Clarice Malaspina                           | 30. Gabriele II Malaspina, marchese di Fosdinovo       |  |  |       |  |  |                                           |  |  |                                             |  |
|                                                 |                                                     | 15. Clarice Malaspina                           | 31. Bianca Malaspina di Castel dell'Aquila             |  |  |       |  |  |                                           |  |  |                                             |  |
|                                                 |                                                     | 15. Clarice Malaspina                           |                                                        |  |  |       |  |  |                                           |  |  |                                             |  |